# Lathyrus pauciflorus
Lathyrus pauciflorus är en ärtväxtart som beskrevs av Merritt Lyndon Fernald. Lathyrus pauciflorus ingår i släktet vialer, och familjen ärtväxter.

## Underarter
Arten delas in i följande underarter:
- L. p. brownii
- L. p. pauciflorus
- L. p. utahensis

## Bildgalleri

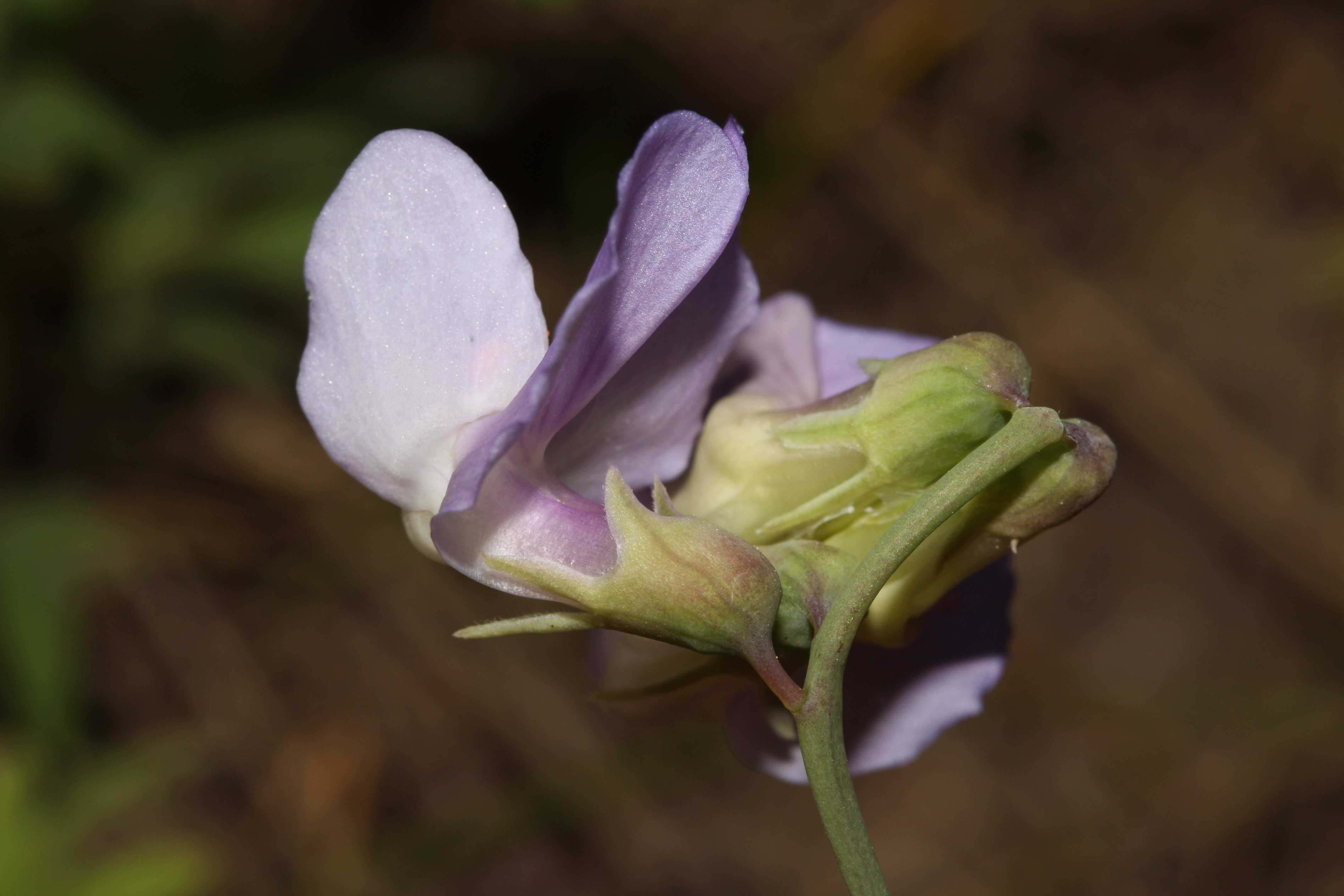
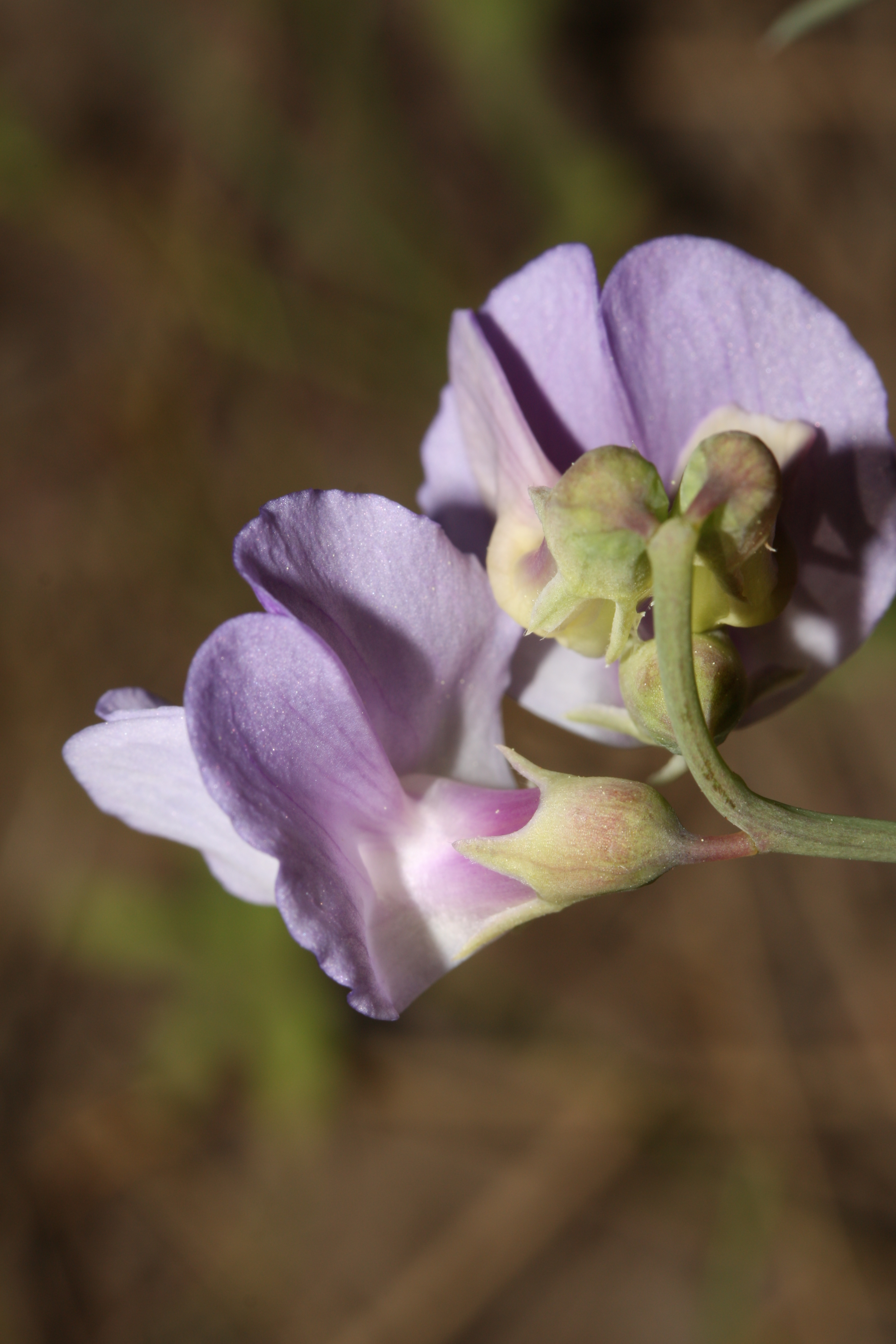
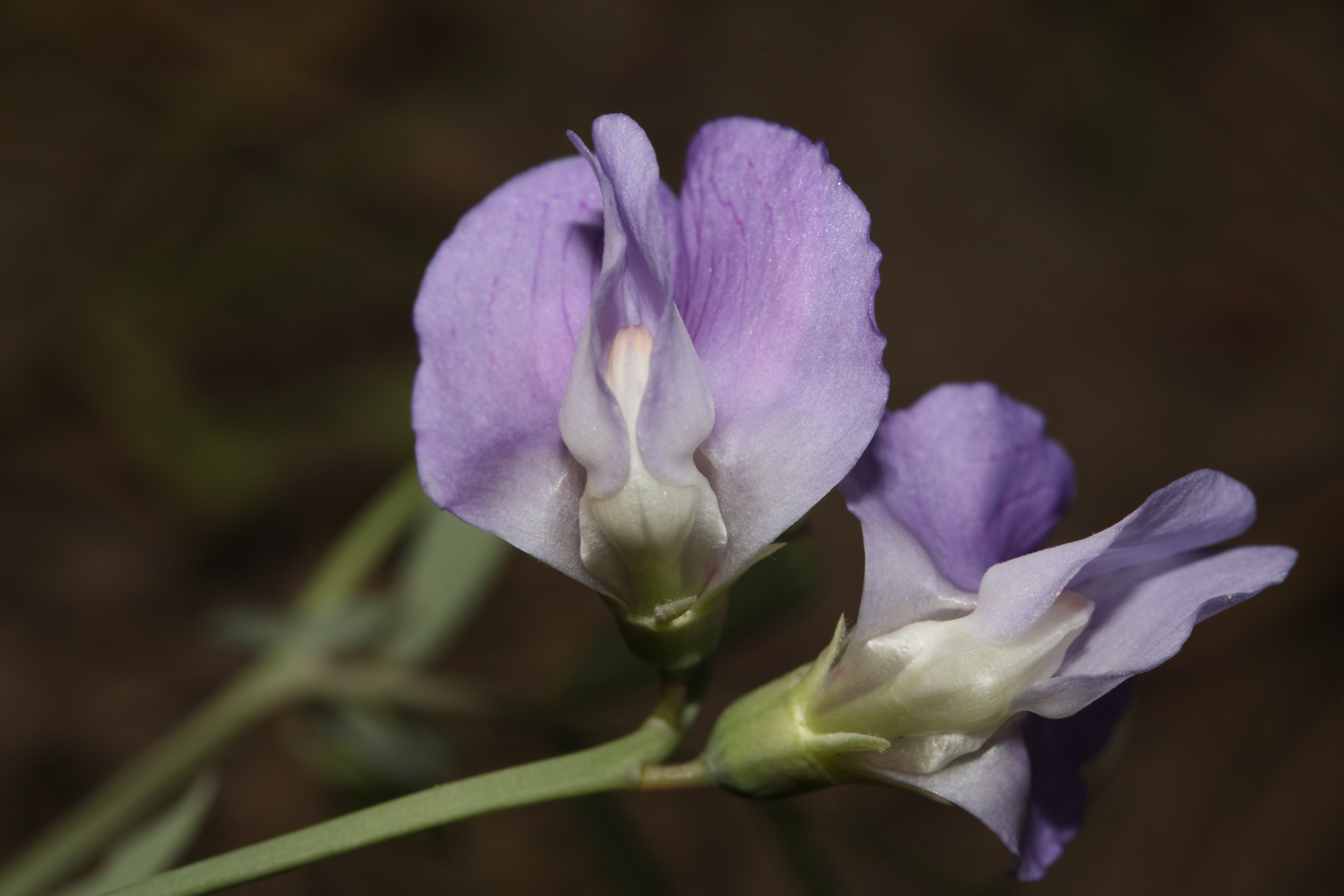
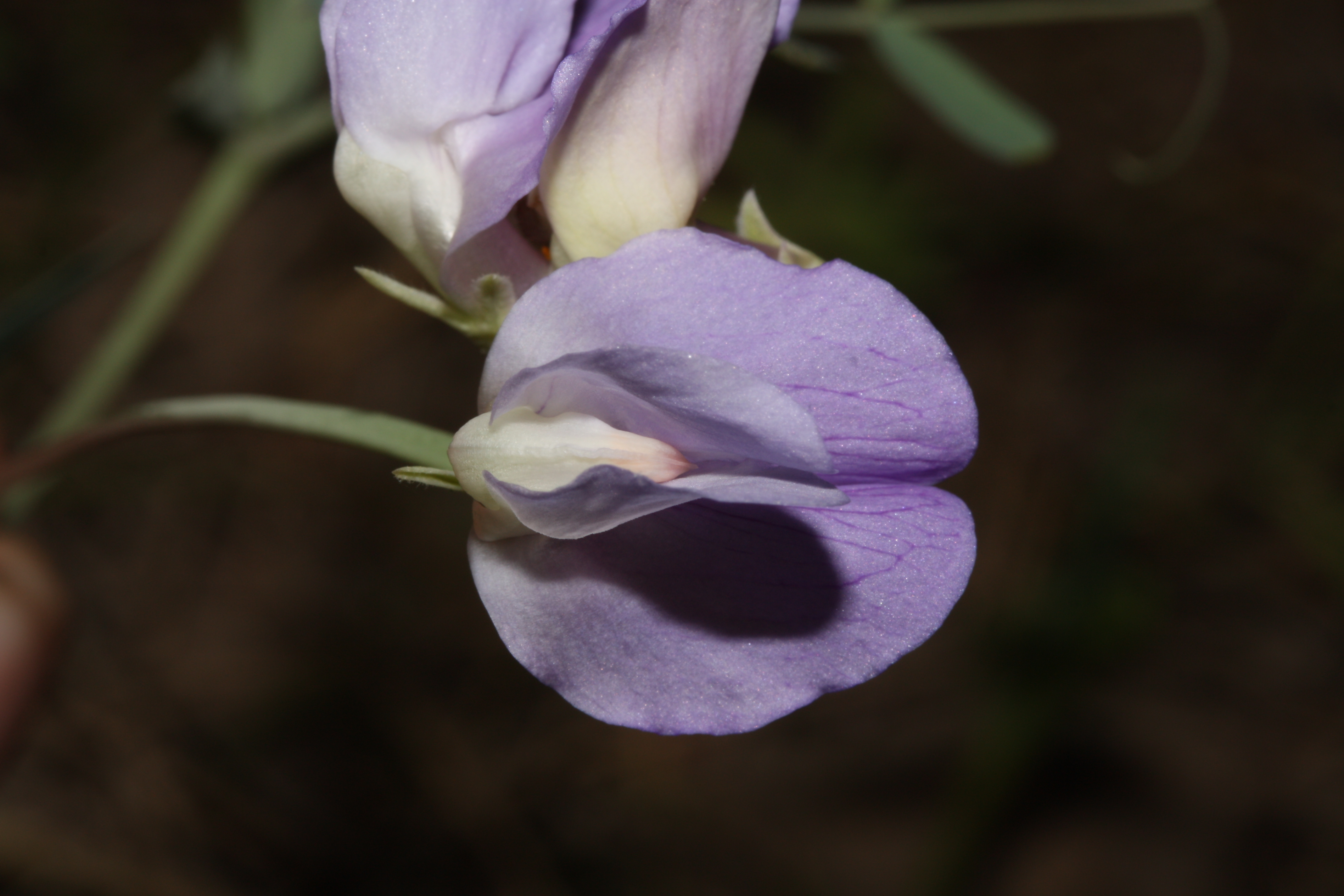
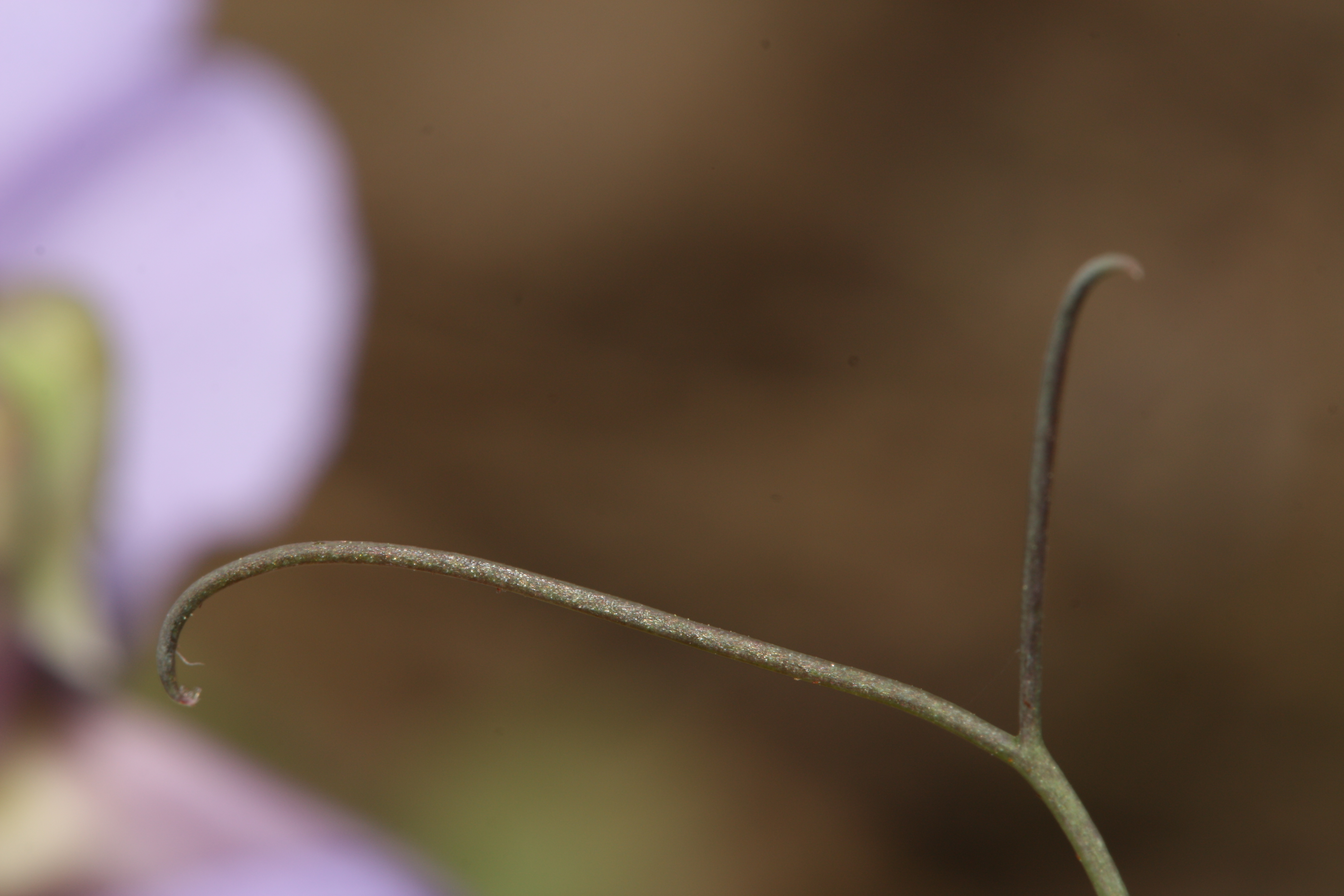
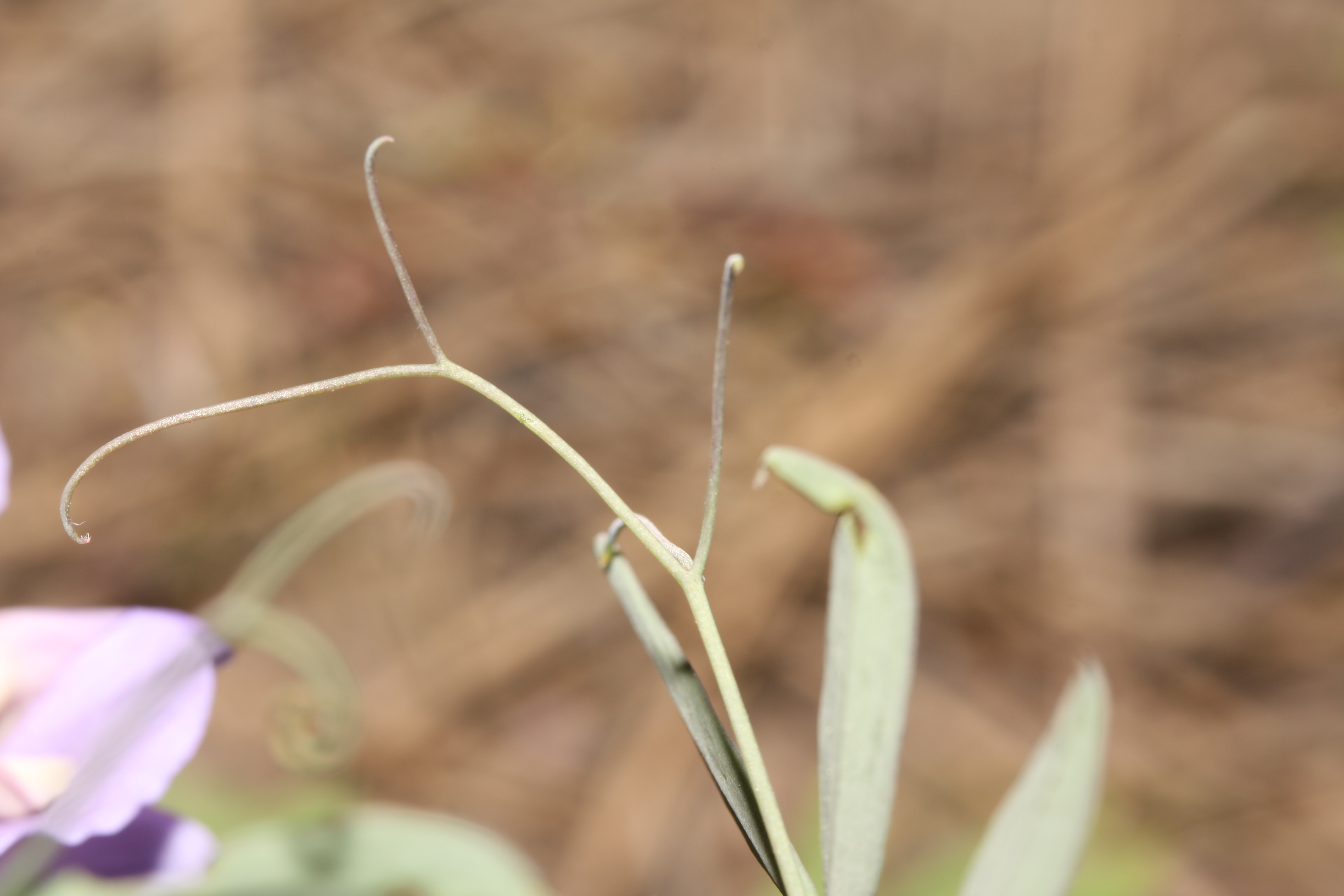